# Chalet svizzero (stile architettonico)

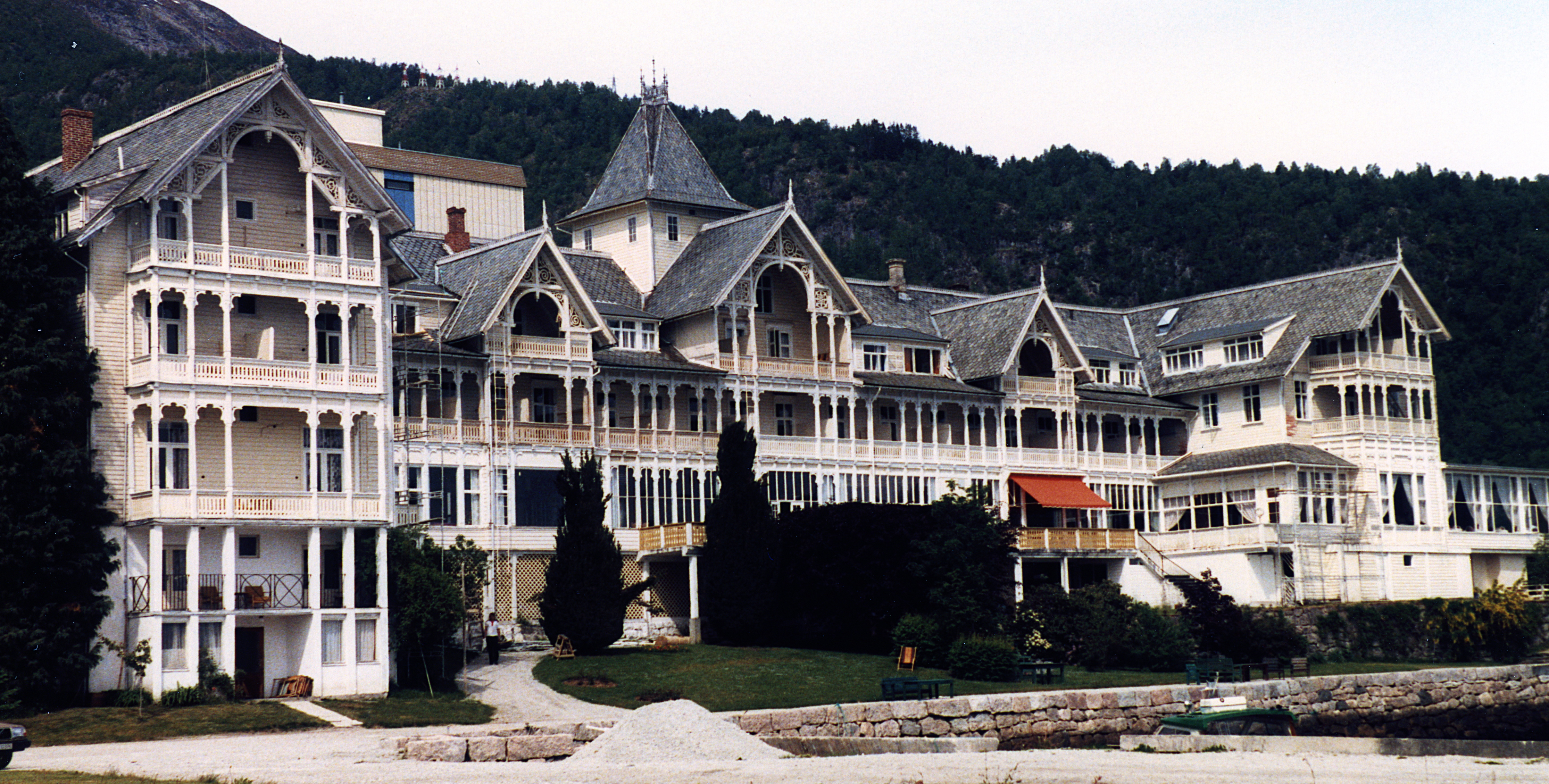
L'hotel Kviknes a Balestrand, in Norvegia, disegnato da Franz Wilhelm Schiertz nel 1894

Con chalet svizzero si intende uno stile architettonico ispirato ai tipici chalet svizzeri. Lo stile nacque in Germania nel XIX secolo, diventando popolare sia in Europa, in particolare in paesi nordici come la Norvegia, l'Islanda e nelle case di campagna della Svezia, sia nel Nord America, dove si diffuse a Cincinnati, in Ohio, e a Ocean Grove, nel New Jersey, fino ai primi anni del XX secolo.
Lo stile chalet svizzero è caratterizzato da alcuni elementi tipici:
- Facciata a capanna con ampi cornicioni
- Travi a vista e grandi beccatelli
- Intagli e modanature decorative
- Balconi
- Ampie finestre
- Rivestimento spesso dipinto in colori vivaci